# 日産・アトラスロコ

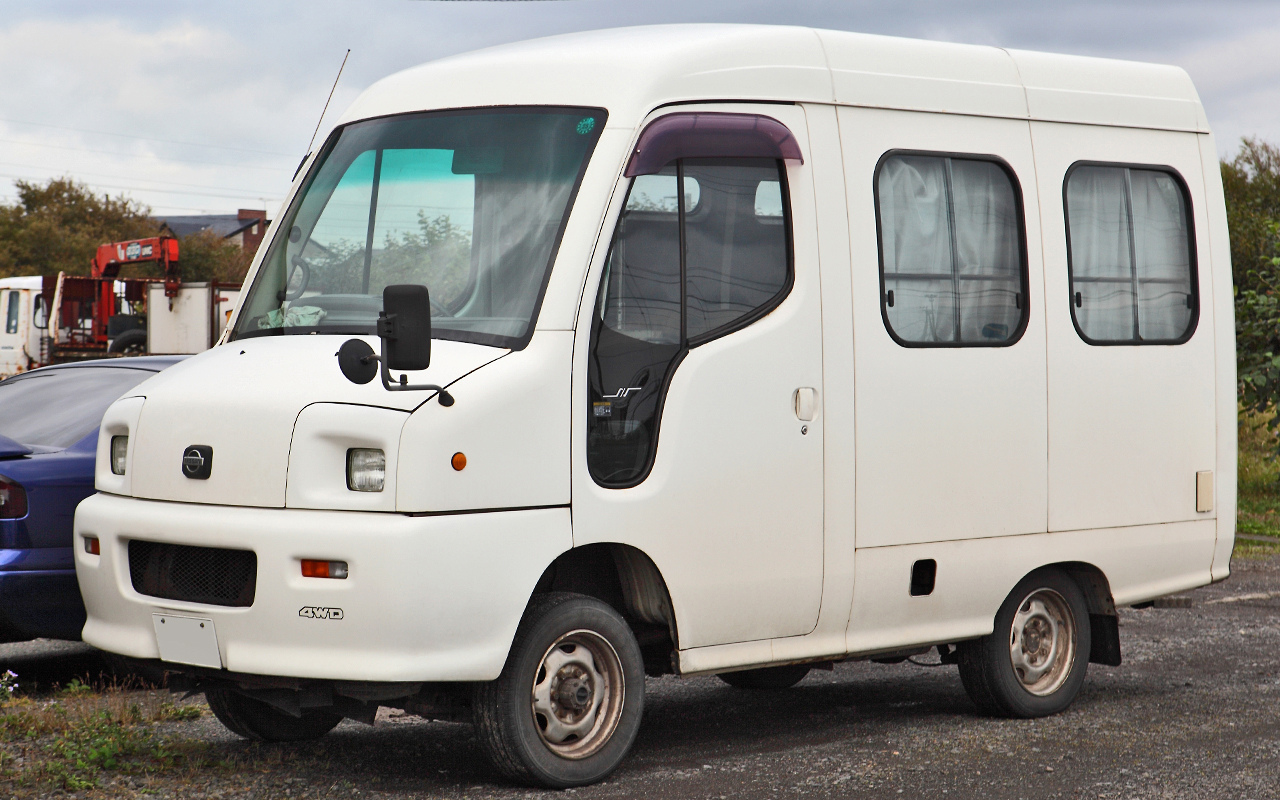
日産・アトラスロコ

アトラスロコとはかつて日産自動車が製造していたウォークスルーバンである。
本項では前身のアトラスウォークスルーバンについても解説する。

## 概要
F23型系アトラスをベースにウォークスルーバンにした車種でスタイリッシュな外観が特徴だが、販売台数でトヨタ・クイックデリバリーに及ばず、後継車のアトラスMAXはいすゞ・エルフUTのOEM車となった。

## アトラスウォークスルーバン（1986年‐1992年）
- 1986年（昭和61年）登場。F22型系アトラスをベースにウォークスルーバンボディを架装した車種である。
- 1988年（昭和63年）マイナーチェンジ。フロントグリルを黒から白に変更。
- 1990年（平成2年）ガソリンエンジンをZ16型、Z20型からNA16型、NA20に変更。

## アトラスロコ（1992年‐1996年）

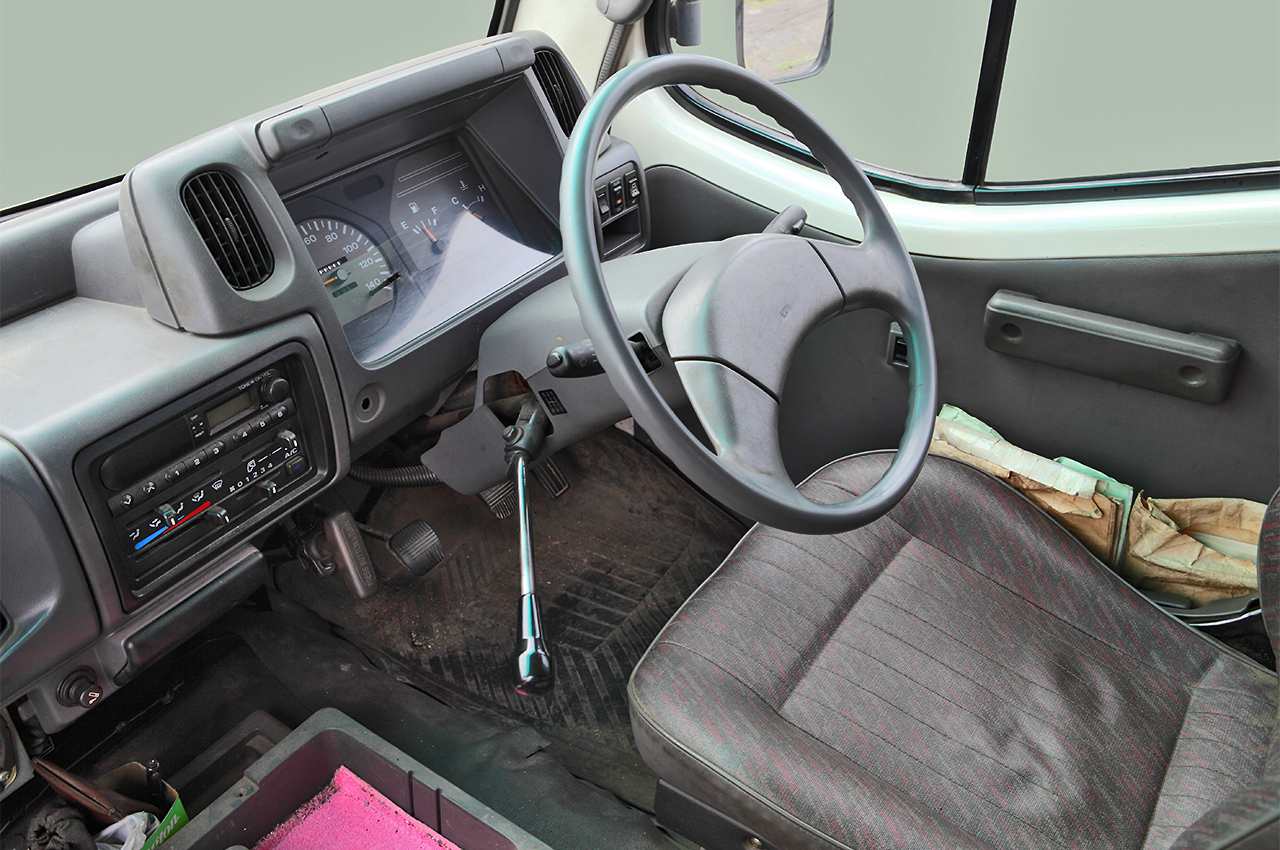
運転席
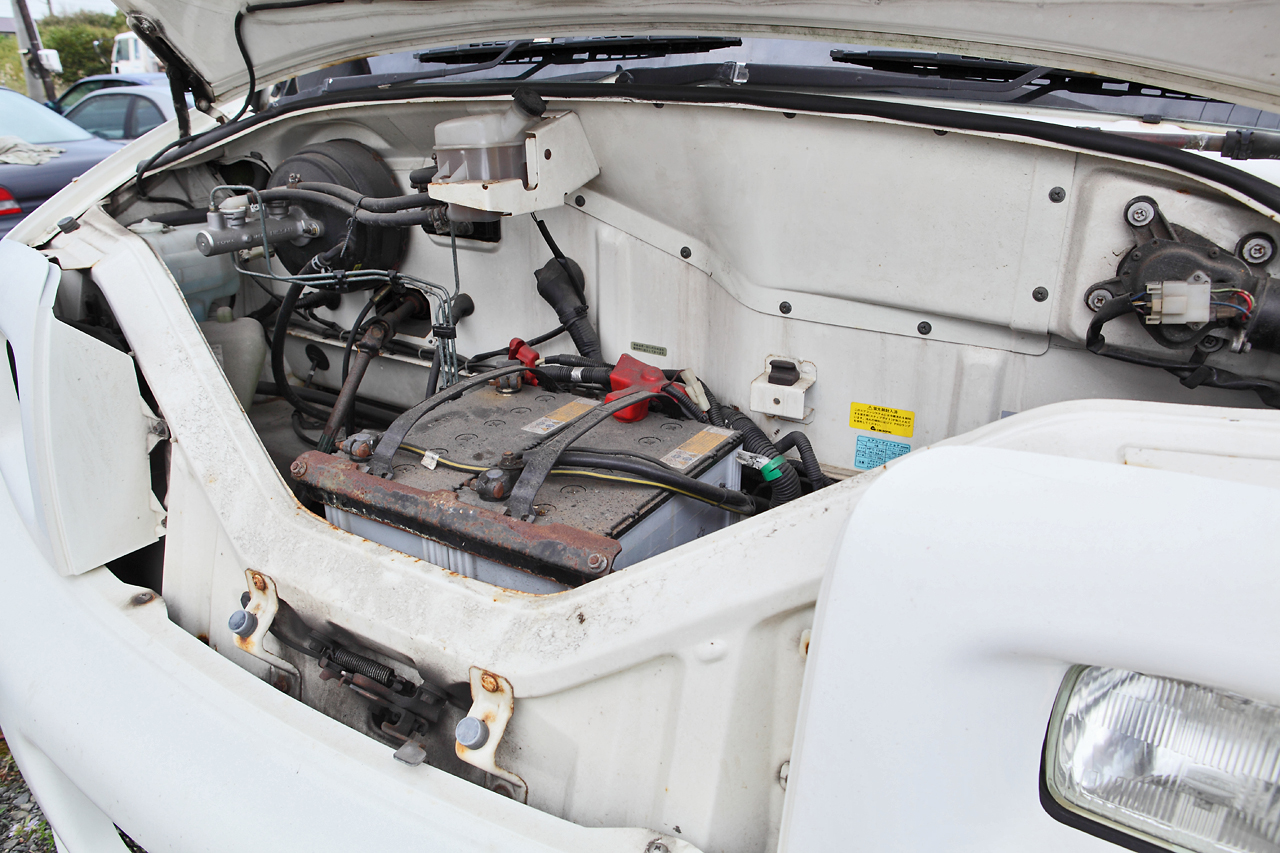
ボンネット内部 エンジンやラジエーターは運転席床下にある

- 1992年（平成4年）登場

- 1993年（平成5年）オーテックジャパンがキャンピングカー仕様[1]、リア車椅子リフト付きチェアキャブ（福祉車両）を発売[2]。
- 1996年（平成8年）生産終了。1998年（平成10年）に登場したアトラスMAX（いすゞ・エルフUTのOEM）が後継車となる。

アトラスロコ
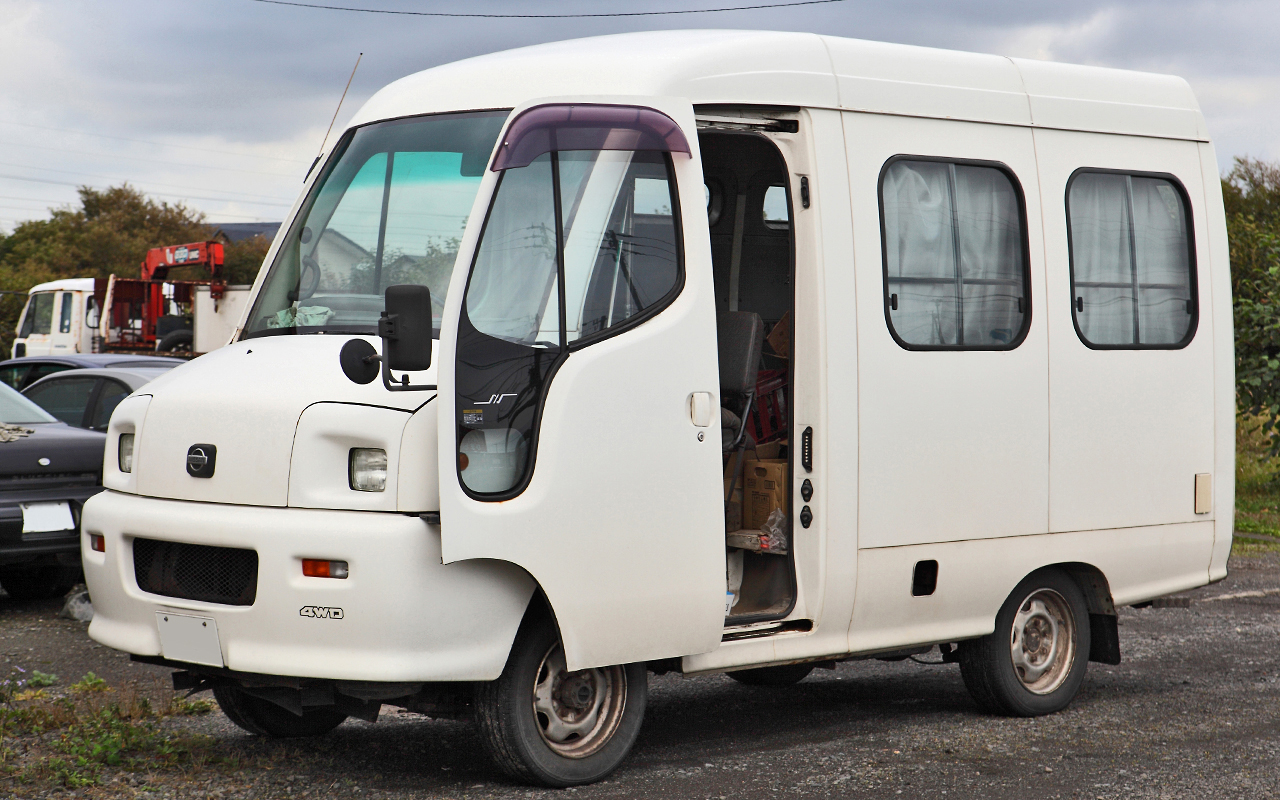
左側ドアはスライド式
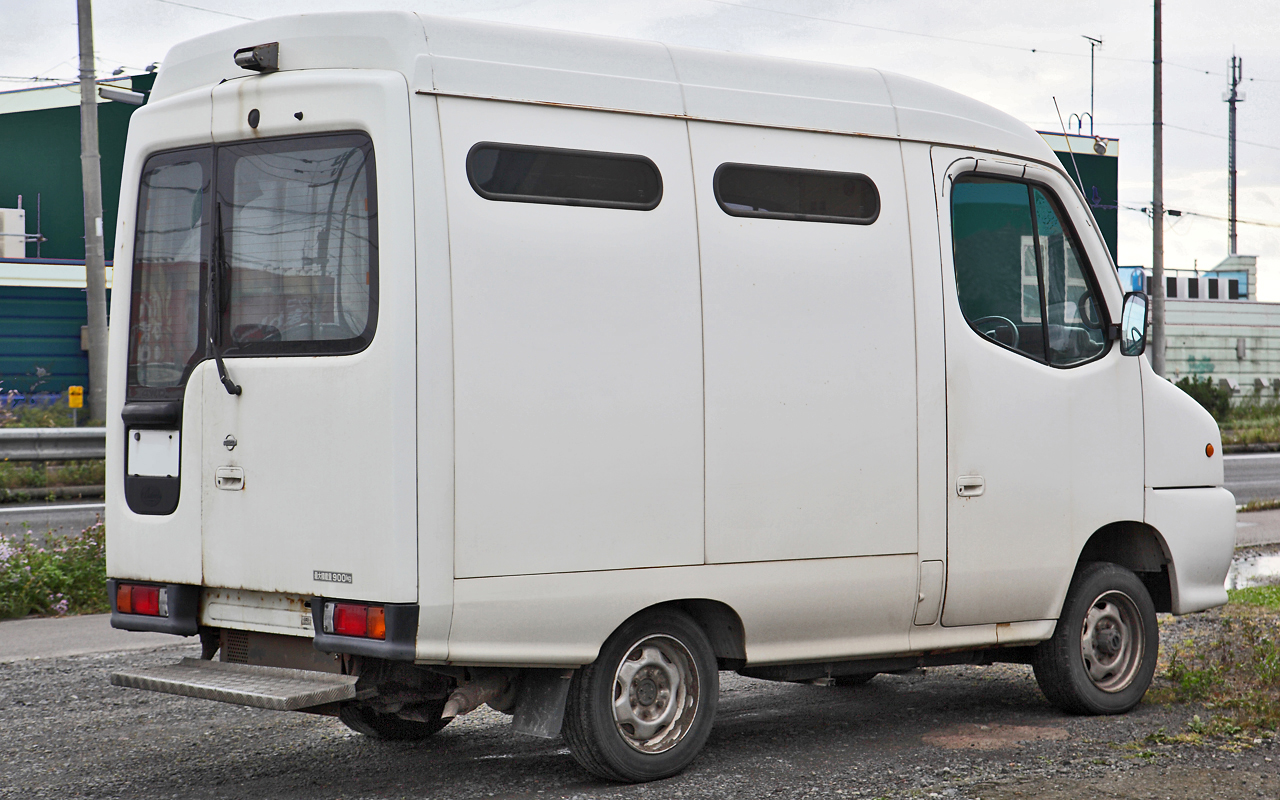
リア

- 運転席
- ボンネット内部
エンジンやラジエーターは運転席床下にある